# Polska Izba Inżynierów Budownictwa

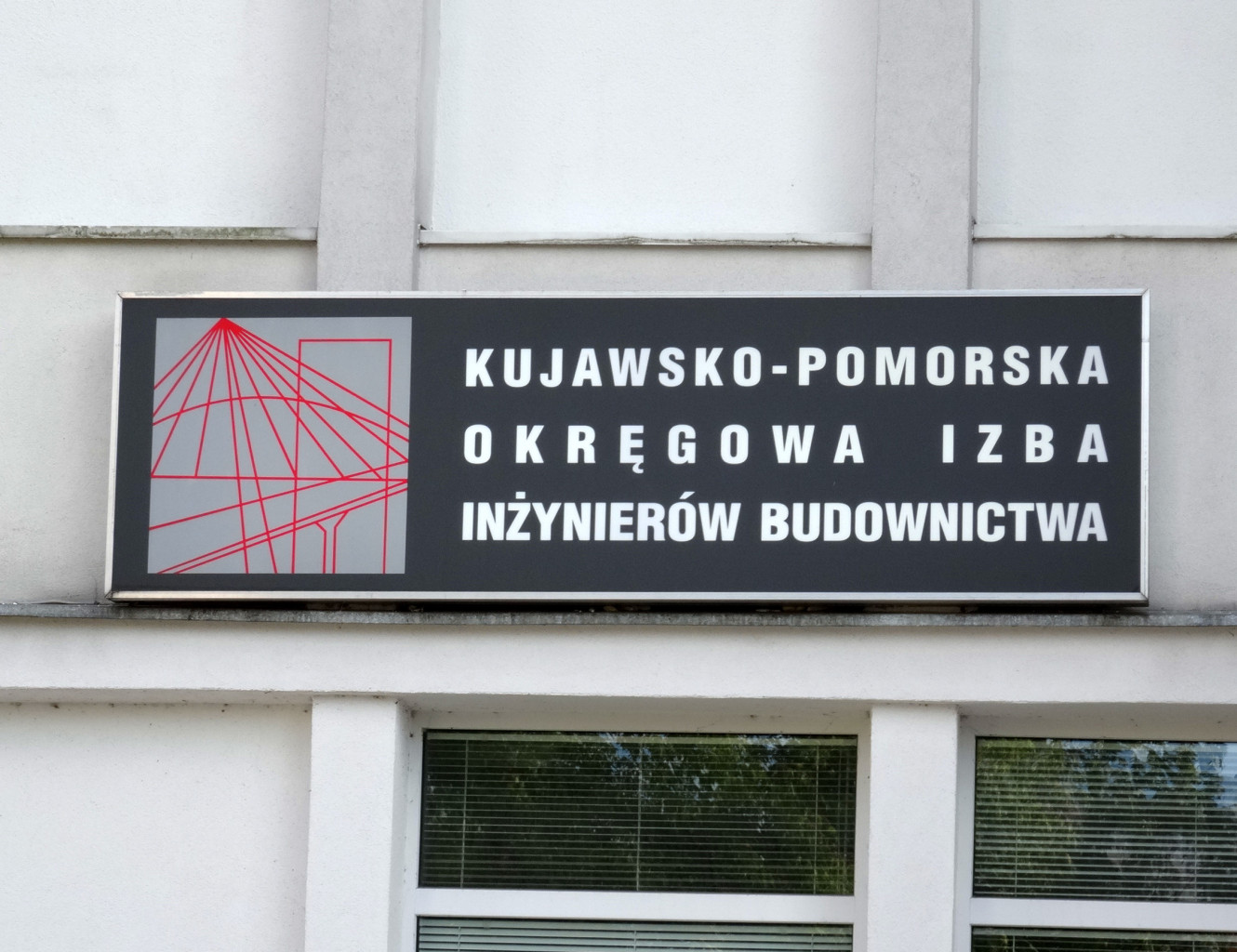
Logo PIIB i baner Kujawsko-Pomorskiej Okręgowej Izby Inżynierów Budownictwa w Bydgoszczy

Polska Izba Inżynierów Budownictwa – nazwa własna uchwalona przez Krajowy Zjazd Izby wybrana dla krajowej jednostki organizacyjnej samorządu zawodowego działającego na podstawie ustawy z dnia 15 grudnia 2000 r. o samorządach zawodowych architektów oraz inżynierów budownictwa.
Izba krajowa używa skrótu PIIB i jest krajową jednostką organizacyjną samorządów zawodowych osób określanych w ustawie tytułem zawodowym inżynier budownictwa.

## Organizacja samorządu zawodowego
Jednostkami organizacji samorządu zawodowego inżynierów budownictwa są Krajowa Izba inżynierów Budownictwa nosząca nazwę Polskiej Izby Inżynierów Budownictwa oraz okręgowe izby inżynierów budownictwa:
- Dolnośląska Okręgowa Izba Inżynierów Budownictwa,
- Kujawsko – Pomorska Okręgowa Izba Inżynierów Budownictwa,
- Lubelska Okręgowa Izba Inżynierów Budownictwa,
- Lubuska Okręgowa Izba Inżynierów Budownictwa,
- Łódzka Okręgowa Izba Inżynierów Budownictwa,
- Małopolska Okręgowa Izba Inżynierów Budownictwa,
- Mazowiecka Okręgowa Izba Inżynierów Budownictwa,
- Opolska Okręgowa Izba Inżynierów Budownictwa,
- Podkarpacka Okręgowa Izba Inżynierów Budownictwa,
- Podlaska Okręgowa Izba Inżynierów Budownictwa,
- Pomorska Okręgowa Izba Inżynierów Budownictwa,
- Śląska Okręgowa Izba Inżynierów Budownictwa,
- Świętokrzyska Okręgowa Izba Inżynierów Budownictwa,
- Warmińsko-Mazurska Okręgowa Izba Inżynierów Budownictwa,
- Wielkopolska Okręgowa Izba Inżynierów Budownictwa,
- Zachodniopomorska Okręgowa Izba Inżynierów Budownictwa.

Siedzibą Krajowej Izby Inżynierów Budownictwa jest m. st. Warszawa. Do Polskiej Izby Inżynierów Budownictwa przynależy 118 649 członków, z czego najwięcej przynależy do Mazowiecka Okręgowa Izba Inżynierów Budownictwa (17 490 członków). Najmniejszą izbą jest Lubelska Okręgowa Izba Inżynierów Budownictwa (2 705 członków).
Polska Izba Inżynierów Budownictwa oraz okręgowe izby mają osobowość prawną i są niezależnymi jednostkami samorządu inżynierów, które podlegają przepisom prawa.